# Xã Mount Pleasant, Quận Bates, Missouri
Xã Mount Pleasant (tiếng Anh: Mount Pleasant Township) là một xã thuộc quận Bates, tiểu bang Missouri, Hoa Kỳ. Năm 2010, dân số của xã này là 5.079 người.